# Mika Souillard
Pour les articles homonymes, voir Mika.
Mika Souillard, dit Mika est un auteur de bande dessinée français. Il est le frère du dessinateur Ludovic Souillard.

## Biographie
Enfant, Mika est fasciné par les dessins animés japonais comme Dragon Ball, Saint Seiya, Ranma1/2, City Hunter et bien d'autres qui sont diffusés par le Club Dorothée, puis par l’arrivée des premiers mangas traduits en français comme Akira entre autres. Passionné, il passe tout son temps à dessiner pour se perfectionner afin de devenir mangaka.
Mika réalise ses premières publications aux éditions Soleil dont des participations à deux œuvres collectives, la première en 2004 avec Les Contes du Korrigan tome 4, et la seconde en 2005 avec Les Contes de Brocéliande tome 2. Entre-temps, il réalise quelques illustrations pour le magazine Casus Belli. En 2006, il réalise son premier album en tant que dessinateur principal intitulé Les Larmes de fées toujours aux éditions Soleil. Sa rencontre en personne avec Régis Loisel lui apporte de quoi améliorer son travail.
Après s'être rendu à Tokyo au Japon afin de démarcher les plus grandes maisons d’éditions japonaises telles que la Shūeisha, la Kōdensha, Champion et Shōgakukan pour devenir mangaka, Mika est contacté par Guillaume Dorison pour faire partie de l’aventure Shogun Mag, un magazine de prépublication reprenant les codes du manga, édité par Les Humanoïdes associés. Il y publie Pen Dragon, un shōnen nekketsu qui comporte trois tomes avant l'abandon du magazine.
À partir de 2008, Mika illustre des petits contes normands en quelques pages, en participant  aux collectifs bande dessinée Légendes & Histoires Normandes pour Raphaël Tanguy, initiateur du projet. En 2010, Il signe le projet bande dessinéeProspero avec Jean-Blaise Djian et Olivier Legrand aux éditions Vent d’Ouest, projet qui sera finalement réalisé par un autre dessinateur. Avec cette nouvelle déception, Mika s'éloigne du mon de l'édition et devient graphiste publicitaire pendant plusieurs années.
À l'époque de Sandawe, il collabore avec Philippe Nihoul pour tenter l'édition par financement participatif avec le titre Chastity Blaze qui sort finalement chez BD Must en 2021. Dès 2016, Mika commence à travailler sur Layla, Conte des marais écarlates avec Jérémy au scénario, un titre de 94 pages signé aux éditions Dargaud Benelux, sortie en septembre 2018. En 2019, Jean Dufaux lui propose de collaborer sur un projet bande dessinée de science-fiction qui ne trouvera pas d'éditeurs. EN 2021, Mika collabore de nouveau avec Jérémy pour réaliser les décors du jeu Vesper Ether Saga Episode 1.

## Œuvres en bande dessinée

### Albums
- Larmes de fées, Soleil Productions, 2006
Scénario : François Debois - Dessin : Mika
- Pen Dragon, Les humanoïdes associés, 2007
Scénario et dessin : Mika
- Layla, conte des marais écarlates, Dargaux Benelux, 2018
Scénario : Jérémy - Dessin : Mika
- Chastity Blaze, BDMust, 2021
Scénario : Philippe Nihoul - Dessin : Mika

### Para BD
Mika réalise des exlibris, des portfolios, des calendriers de Pin-up en financement participatif sur Ulule.

#### Périodiques
- Mika, La femme des marais, L'Immanquable, no 90, juillet 2018, Couverture.
- Mika (interviewé par Hugo Paire), « Zoom sur Mika », Blandice, no 20, mars 2022, p. 75-80.
- Mika, Numéro spécial tatouages, Blandice, no 25, juin 2023, Couverture.